# Параллельные брусья
Паралле́льные бру́сья — спортивный снаряд, применяющийся в спортивной гимнастике только у мужчин. В женских соревнованиях используются разновысокие брусья.

## Описание
FIG регламентирует высоту брусьев от пола 200 см, от матов 180 см. Ширина 60 см. Брусья — это снаряд, который сочетает в себе как силовые элементы, так и маховые. Брусья — снаряд, который позволяет спортсмену использовать максимальное количество элементов из самых разных структурных групп. В комбинацию гимнаста могут входить как различные статические положения — угол, стойка на руках, горизонтальные упоры, элементы над и под жердями, элементы большим махом, элементы в упоре и упоре на руках, элементы с вращением по сальто и без. Концовка комбинации — это соскок.
Упор — это обычное рабочее положение на брусьях, с ним знаком каждый, кто выполнял обычные отжимания. Упор на руках — положение, при котором плечи лежат на жердях.
Все элементы на брусьях могут выполняться как в положении поперёк — классическое положение, так и в положении продольно на одной жерди.

## Структурные группы элементов

### I. Элементы, выполняемые через упор
Сюда входят самые различные элементы, с прохождением упора или подобные им:
- статические элементы — угол, высокий угол, горизонтальный упор, стойка на руках;
- махи и повороты через стойку на руках, в стойку на руках, со стойки на руках.
- включают в себя как различные повороты в стойке на руках;
- так и вертушки типа «Диомидов» (из упора махом вперёд выполняется поворот плечом назад на 360 градусов в стойку на руках) и «Хейли» (со стойки на руках выполняется поворот на 360 градусов плечом вперёд в упор);
- «оберучные» элементы, так называют подлёты махом вперёд с поворотом на 180 в стойку на руках, и аналогичный элемент махом назад, где поворот делается под стойку, после чего выполняется мах назад в упор;
- сальтовые элементы над жердями в упор или в упор на руки;
- круги двумя;

### II. Элементы, выполняемые через упор на руках
- подъёмы махом вперёд и кувырки назад с различными усложнениями (перемахами, поворотами и даже полуторным сальто назад);
- подъёмы махом назад с различными усложнениями (перемахами, поворотами, сальто вперёд).

### III. Элементы из упора стоя или из виса
- подъёмы разгибом и различные подъёмы на одной жерди продольно;
- элементы большим махом из виса — подлёты из виса в упор, элементы на основе больших оборотов;

### IV. Элементы из под жердей
- оригинальные и редкие элементы на одной жерди продольно (обороты не касаясь в стойку на руках, обороты из угла вне в стойку на руках);
- подъёмы дугой вперёд и назад;
- обороты назад под жердями;
- обороты вперёд в упоре;

### V. Соскоки
- соскоки уровня начальной подготовки — махом назад и вперёд из упора, перемахом со стойки на руках, заножка (со стойки на руках поворот вокруг руки на 180 в соскок);
- соскоки сальто назад;
- соскоки сальто вперёд;

Сальтовые соскоки могут выполняться как из упора, так и из виса на обеих жердях. Некоторые соскоки получили статус «запрещённых» — это оригинальные соскоки из висов и упоров на одной жерди продольно.

## Эволюция комбинаций гимнастов

### 1930—1950-е гг
Комбинации этого периода характеризуются невысокой сложностью и разнообразием элементов. Иногда один и тот же элемент встречается в комбинации несколько раз подряд.
Программа смотрится тяжело, так как содержит в себе остановки и обрывы темпа. Полностью отсутствуют элементы в висе (единственный элемент, исполняемый в висе, это подъём разгибом).
Гимнасты включают в свои комбинации в основном различные типы перемахов, которыми владеют на очень высоком уровне. Помимо стандартных перемахов ноги врозь вперёд (как из упора, так и после подъёма махом назад), часто можно увидеть перемахи, включающие в себя два последовательных перемаха с общим поворотом на 180 градусов. В последующие годы этот непростой элемент в комбинациях гимнастов практически полностью исчезнет. Также гимнасты исполняют круги двумя, подобно кругам на коне махи.
В комбинациях гимнастов помимо перемахов присутствуют кувырки вперёд и назад, подлёты дугой в упор на руки и простые обороты под жердями в вис или упор. Более того, уже в те времена, гимнасты исполняли на брусьях кувырок назад с подлётом в стойку на руках, который является достаточно сложным элементом.
Основная зрелищная часть комбинации — это различного рода элементы с фазой полёта. Гимнасты по несколько раз выполняют простые оберучные повороты махом вперёд и назад, а также сальто назад над жердями из упора в упор. Но оберучные выполняются технически не грамотно, так как поворот делается в самом начале элемента. Выход в стойку на руках не выполняется. Сальто также в стойку не исполняются, хоть и гимнасты иногда включают по два сальто без разбавления дополнительным междумахом.
Как правило, перед соскоком, гимнаст выполняет стойку на руках махом или силой. После чего, выполняется редкая разновидность этого элемента — стойка на одной руке. Этим непростым элементом гимнасты того времени владели отменно.
Соскок представляет собой либо перемах со стойки на руках, либо «заножку» (поворот в стойке вокруг руки в соскок), либо сальто назад или вперёд. Причём сальто часто выполняется с опорой о жердь, что впоследствии будет приравнено к падению.

### 1960-е гг
В 60-е годы гимнастика сильно шагнула вперёд. В первую очередь это коснулось самой техники выполнения элементов, а потом уже их усложнения.
Элементы 50-х были лишены важного фактора — оттяжки. Гимнасты, исследовав этот вопрос, начинают выполнять элементы более активно, резко и самое главное — с оттяжкой в плечах.
В результате, в 60-х годах в комбинациях всех ведущих гимнастов мира появляется такой эталон подъёма, как подъём дугой в упор. Оберучный уже исполняется совсем по-иному. Поворот выполняется в самом конце маха вперёд, что позволило выходить в стойку. А в 1964 году советский гимнаст Сергей Диомидов выполняет рекордный элемент — вертушку на 360 градусов, выполняемую плечом назад на пике маха вперёд. А вслед за Сергеем, гимнаст Хейли выполняет вертушку в противоположную сторону (со стойки на руках плечом вперёд).
Гимнасты конца 60-х годов уже выполняет сальто над жердями с высоким подлётом и точно в стойку. Также, освоив новую технику «активного спада», гимнасты выполняют обороты под жердями в стойку, а также с перемахом ноги врозь в упор.
Комбинации гимнастов 60-х отличаются внешне от комбинаций 50-х тем, что те же элементы выполнены не в упоры, а в стойку на руках. Но качественно комбинации гимнастов отличаются очень разительно, так как гимнастика сделала сильный скачок вперёд именно в освоении новой техники выполнения элементов.

### 1970-е гг
Прогресс комбинаций на брусьях в 70-е годы по сравнению с 60-ми был не очень большой.
Гимнасты в массах переходят на выполнение всех элементов в стойку на руках (оберучный, сальто назад, вертушки Диомидова) В 60-х годах это могли выполнить лишь единицы.
В комбинациях практически всех гимнастов появились сальто вперёд в упор. Если в комбинациях 60-х такого элемента не было, то 70-е годы стали открытием этого нового типа вращений. Причём наиболее популярно сальто, впервые выполненное Фукио Хоммой — подъём махом назад из упора на руках и сальто вперёд согнувшись в упор.
Также изменяется соскок. От сальто назад прогнувшись максимум с поворотом на 180 градусов, гимнасты массово переходят к двойному сальто назад в группировке, что наглядно можно видеть на комбинациях середины 70-х годов.
В остальном комбинации гимнастов содержат прежние элементы. Комбинация гимнаста 70-х годов выглядела примерно так:
- перемах. Здесь был простор для выбора. Это мог быть простой перемах вперёд ноги врозь после подъёма махом назад или просто махом назад из упора, или же новинка — перемах назад ноги врозь в упор, например после подъёма разгибом. А некоторые гимнасты предпочитали выполнять круги на концах жердей или именной перемах Савао Като;
- поворот в стойке на руках. Это мог быть простой поворот плечом вперёд или назад, а может быть и усложнённый, выполняемый с прыжком;
- сальто назад прогнувшись в стойку на руках;
- сальто вперёд в упор. Либо из упора, либо из упора на руках;
- оберучный в стойку на руках;
- оборот назад под жердями в стойку на руках;
- Диомидовская вертушка. Встречается часто, но всё-таки ещё не приобрела массовый характер;
- соскок двойным сальто назад в группировке.

В 1978 году японский гимнаст Эйдзо Кэммоцу совершил качественный прорыв в гимнастике на брусьях. Он включил в свою комбинацию элемент, который в корне отличался от общепринятых комбинаций как по сложности, так по структуре. Это был полноценный большой оборот назад из стойки на руках в стойку на руках. Этот элемент в будущем положит начало самой бурной эволюции комбинаций на брусьях и станет определяющим в целом семействе элементов большим махом.
На Олимпийских играх 1980 года появилась сложнейшая комбинация — программа Александра Ткачёва. Александр выполняет новый супер-си элемент того времени — сальто вперёд с перемахом ноги врозь и уже с приходом в упор.
Также появилась комбинация Богдана Макуца, который выполняет новый соскок — двойным сальто назад согнувшись.

### 1980-е гг
В 80-е годы гимнастика в упражнениях на брусьях совершила колоссальный скачок вперёд. Это прежде всего касается сложности элементов. Это был выход на совершенно новый уровень.
На период 1984 года, по общей структуре, комбинация гимнастов на брусьях практически не изменилась по сравнению с концом 70-х. всё то же количество элементов в программе, примерно те же структурные группы.
Перемахи гимнастов стали более сложными. Практически в каждой комбинации присутствовал перемах назад ноги врозь либо после подъёма разгибом, либо из упора, или оригинальный перелёт согнувшись ноги вместе, показанный Тун Фэем. Этот элемент является неким аналогом перелёта Воронина на перекладине.
Вертушка Диомидова уже выполняется не на 360 градусов, а на 450 на одну жердь в положении продольно. Но именно в 80-е годы начался «бум» противоположной вертушки — Хейли. Этот элемент был выполнен ещё в 60-х, но массово выполнять вертушку начали лишь в 80-х годах, причём зачастую по две подряд.
Сложную вертушку демонстрирует Ричардс — подъём махом вперёд из упора на руках в вертушку Диомидова. Элемент настолько сложный, что массовым не был никогда и не является и ныне.
Круги на концах жердей окончательно принимают вид кругов Деласала, иногда в стойку на руках, а то и в горизонтальный упор. Также необычно смотрится программа американского гимнаста Барта Коннера, включившего в свою комбинацию повороты в угле вне на одной жерди.
Элемент новый, сложный и используемый лишь одним гимнастом-автором, как большой оборот назад в стойку в 70-х годах, в 80-х стал абсолютной нормой. Он выполняется всеми гимнастами на высочайшем уровне. А некоторые гимнасты, как например Юрий Балабанов, выполняют его уже с поворотом на 360 градусов вокруг руки. Этот оригинальный и сложный элемент содержит в себе как большой оборот, так и вертушку Диомидова.
Выполняется и оборот с поворотом на 180 в стойку, по принципу «санжировки» на перекладине. Одним из первооткрывателей больших оборотов с поворотами считается советский гимнаст Александр Погорелов.
Большой оборот назад усложняется перемахом ноги врозь в упор (Юрий Королёв) и перемахом ноги вместе с поворотом на 180 в упор на руки (Кодзи Гусикэн).
Многие гимнасты включают в комбинации сложные статические элементы. Такие как высокий угол, высокий горизонтальный угол, горизонтальный упор ноги вместе и врозь. Причём выполняются они как на обоих жердях, так и на одной продольно. Высшую популярность эти элементы приобрели к Чемпионату мира в 1987 году, но начали выполняться массово уже с начала 80-х.
Сальто над жердями набирают популярность и сложность. Большинство гимнастов 84-го года включает в свою комбинацию два «бланша» назад в стойку, выполненных подряд один за другим. Сальто вперёд с перемахом, показанное на Олимпиаде 80 Ткачёвым, появляется всё чаще, и чаще и у других гимнастов.
Прорывом в развитии сальто над жердями стало выполнения двойного сальто назад в группировке в упор на руки. Его выполнил японский гимнаст Морисуэ в 1984 году.
Соскоки также претерпевают усложнения. Хотя 95 % гимнастов по-прежнему выполняет двойное сальто назад в группировке, оставшиеся 5 % пробуют делать это двойное сальто согнувшись. А некоторые гимнасты исполняют и более сложные формы концовки комбинации.
Например, кубинец Роберто Леон заканчивает комбинацию высоченным двойным сальто вперёд в группировке, а японец Сотомура большим оборотом на концах жердей и последующим двойным сальто назад в группировке. Винтовые соскоки практически не встречаются.
К концу 80-х прогресс ещё более внушителен.
Всё большее количество гимнастов включает в свои комбинации двойное сальто вперёд в группировке над жердями, а также исполняется сальто назад с полпируэтом в упор на руки (Александр Тумилович).
Майк Белле исполняет сложнейший элемент, который выводит элементы большим махом на ещё один качественный уровень. Это большой оборот назад и 1.5 сальто назад в упор на руки.
Американский гимнаст Брайан Гинсберг исполняет сложный элемент, который до этого считался нереальным и вообще аномальным — большой оборот вперёд. Впоследствии элемент по каким-то причинам был исключён из списка разрешённых.
Виталий Маринич усложняет элемент Кодзи Гусикэна и исполняет его в упор.
В элементах большим махом часто можно встретить отодвиг со стойки на руках и последующим подлётом из под жердей в упор, а в 1987 году Свен Типпельт выполняет этот элемент с перемахом ноги врозь и последующим подъёмом в стойку на руках.
К концу 80-х гимнасты в массах включают в свои комбинации обороты под жердями с поворотом на 180 в стойку. А советский гимнаст Алексей Тихоньких показывает усложнённый оборот с поворотом уже на 360 градусов.
Очень популярным у гимнастов конца 80-х годов так называемый оберучный назад, с подъёмом ног не ниже чем под 45 градусов. А Владимир Новиков исполняет этот элемент практически под стойку.
В соскоках тоже происходят перемены. Двойное сальто назад согнувшись становится всё более популярным. Также с большого оборота назад выполняется двойное сальто назад в группировке с поворотом на 360, а чуть позже этот супер-соскок выполняется и махом вперёд из упора.
Также стал популярным благодаря Майку Беллее соскок — двойное сальто вперёд с концов жердей.
Некоторые сложные и рискованные элементы до сих пор считаются фантастическими и запрещены к исполнению. Это элементы, выполняемые на жерди продольно. Мастерами 80-х были исполнены таки редкие элементы, как сальто Гингера, сальто Егера и даже двойное сальто назад в группировке из-под жерди.

### 1990-е гг
Такого прогресса в появлении новых элементов в 90-х годах нет, как это было в 80-х по сравнению с 70-ми. Но тем не менее, композиции гимнастов к концу 90-х изменились разительно.
Если в начале 90-х комбинации гимнастов отличаются от конца 80-х лишь только тем, что гимнасты практически в обязательном порядке включают в свои программы самые разные типы больших оборотов (с поворотом на 180 и 360), то к Олимпийским играм 1996 года прослеживается новая тенденция.
Очень популярными и оцениваемыми элементами являются элементы с приходом на одну жердь поперёк — оберучный, сальто назад прогнувшись в стойку и большой оборот назад.
Следующей новинкой является усложнение комбинации, путём увеличения в ней сложных элементов. если в 80-х годах комбинация гимнаста содержала как правило одно сложное сальто, то в 90-х таких сложнейших элементов в одной программе как правило 2-3. Во многом эту тенденцию принесли в гимнастику китайские гимнасты.
Например гимнасты Поднебесной часто включают в свои программы двойное сальто назад согнувшись (Ли Сяошуан), также двойное сальто назад в группировке, двойное сальто вперёд в группировке.
Максимальным развитием этой тенденции является революционная программа Ли Сяопэна в 2000 году. Этот китайский спортсмен исполняет в своей комбинации 3 сложнейших сальто над жердями, в том числе двойное сальто вперёд согнувшись и элемент Белле согнувшись.
Алексеем Дмитренко выполнял сложный элемент — из упора на руках полуторное сальто назад в группировке над жердями. Этот «трюк» показал, что маховая техника в упоре также способна на очень многое.
В 90-х также появились сложнейшие элементы, выполненные Хикару Танакой — большой оборот назад и твист в упор на руке.
В 90-е годы популярным также является такой элемент как из упора подлёт на махе назад с поворотом на 270 градусов в стойку на руках.
Также отметим испанского гимнаста Иисуса Карбалло (исп. Jesús Carballo Martínez), который исполняет редкие элементы с выкрутами плеч. Как со стойки на руках спад в упор, так и наоборот большим махом вперёд подъём в стойку.
Или например, оригинальный соскок американского гимнаста Джона Ротлисбергера (англ. John Roethlisberger). Это совершенно необычный элемент представляет собой заножку с последующим сальто назад.
Но помимо этих прогрессивных моментов были и регрессивные. Например те, что практически все гимнасты перестали выполнять обороты под жердями, в которых такого прогресса добились гимнасты 80-х. Совсем исчез и практически не будет использоваться и в будущем оберучный назад.

### 2000—2010-е гг
Комбинации 2000-х годов разительно поменяли свой облик, по сравнению с 90-ми годами. Более того, в этом периоде выделяются два совершенно разных подпериода, которые рассматриваются ниже.
2001-2005-й гг. После изменения правил в 2000 году комбинации на брусьях начали сильно меняться. Дело в том, что стали цениться как отдельные очень сложные элементы, но также выполнение элементов средней сложности один за другим.
Поэтому, комбинации гимнастов этого периода можно условно поделить на два класса — условно «азиатские» и остальные.
Азиатские спортсмены насыщали свои комбинации сальто над жердями самых высших групп сложности. Наиболее характерны примеры таких гимнастов как Ли Сяопэн, Ян Вэй, Хуан Сюй. Сяопэн на Олимпиаде 2000 года выполняет рекордный по сложности именной элемент, представляющий собой сальто Димитренко в положении тела согнувшись. Но одних сальто мало. Правила были устроены таким образом, чтобы гимнаст выполнил элемент из всех возможных структурных групп, пусть даже эти элементы будут совсем не сложными. Поэтому гимнастам приходилось выполнять обороты под жердями в стойку, или вертушки Диомидова, например.
Очень популярной связкой того времени было соединение элемента Хейли и последующего за ним сальто вперёд с перемахом в упор или упор на руках.
Второй тип комбинаций, характерных для гимнастов США и Европы, состоял из одного и не всегда сложного, сальтового элемента над жердями. А вот все остальные элементы выполнялись один за другим и были не самыми сложными. Например, три оборота под жердями подряд (обычный, с поворотом на 180, с поворотом на 360). Правила поощряли связки элементов Хейли — сначала с одной жерди, а потом стандартный, в каждой комбинации гимнастов присутствовал оберучный и оберучный на 270 градусов на одну жердь и т. д. Различные варианты Диомидовских вертушек, в том числе с поворотом на 180.
Период с 2006-го по 2010-го открыл ещё один горизонт комбинаций на брусьях.
В 2006 году ещё раз изменяются правила, и на этот раз революционно. Теперь комбинации гимнастов на брусьях представляют марафон не из 3-4 сложных элементов, а уже из 10-ти.
Гимнастам пришлось долго и нелегко подстраиваться под данный контекст соревнований. Теперь, чтобы выиграть нужно не просто включать в комбинацию элементы из всех структурных групп, но надо, чтобы эти элементы были максимально сложными.
У некоторых китайских гимнастов в комбинации целых шесть сальтовых элементов. Большой популярностью пользуются обороты под жердями в стойку. Прибавки за связки больше не даются, но тем не менее, эти элементы имеют высокие группы сложности. Особенно сложен оборот под жердями с диомидовским поворотом, выполненный китайским спортсменом Тэн Хайбинем.
Благодаря новым правилам многие гимнасты стали включать в свои комбинации элементы из упора на руках групп D (сальто Хонмы) и Е (сальто Димитренко), а греческий гимнаст Василеос Цилокидис стал автором двух вертушек — подъёма махом вперёд с Диомидовским поворотом, с последующим поворотом на 180 в стойку и похожей вертушки, сочетающий в себе подъём махом вперёд и вертушку «туда-обратно» Богдана Макуца.
Но у данных правил был изъян. Гимнасты в массах выполняют не менее 4 сальто над жердями, но эти элементы отличаются друг от друга либо упором, либо положением тела. В 2009 году этот недочёт был устранён и гимнастика поднялась на ещё одну ступень своей эволюции. Теперь программы не только безумно сложны, но и включают в себя самые разные типы сальто.
К 2010 году по сравнению с годами 80-ми гимнастика в плане комбинации повысила сложность примерно в 3-4 раза. Если раньше программа содержала 1-2 сложных элемента, то в 2010 году комбинация содержит 10 элементов, из которых как минимум 6 крайне трудны.
Но есть и негативная сторона прогресса. Гимнасты больше не включают в свои программы элементы из очень многих структурных групп, которые делали комбинацию насыщенной и оригинальной. Пусть они не были столь сложны, но они были очень необычны и всегда было ожидание «нового трюка».

### 2010 г. — 2021г.
Период с 2010-го по 2014 гг. практически не внёс изменений в комбинации гимнастов. Максимальная сложность увеличилась лишь на 0.1 и составила 7.1 балла. К этой сложности уже подошли многие гимнасты, хотя в 2010 году такую трудность выполняли только единицы.
К 2014 году из комбинаций гимнастов начали исчезать сальтовые элементы. Целый ряд спортсменов набирает базу 7.0 без единого сальто — только за счёт вертушек, оборота под жердями с приходом на одну жердь и элемента Бавсара, а также соскока группы F.
И вот именно в соскоке можно и найти небольшую разницу и эволюционный прорыв. Благодаря тому, что двойное сальто вперёд с поворотом на 180 с 2013 года стало группой F, то оно стало исполняться каждым третьим гимнастом высшего уровня против привычных двойных сальто назад согнувшись.
К 2014 году происходит разделение гимнастов на «сальтовиков», то есть использующих в комбинации по 3-5 разных сальто над жердями (старая школа) и «вертушечников», не использующих сальто вообще или максимум одно-два. Это обусловлено тем, что комбинацию без сальто можно выполнить чище, безопаснее и легче.
Олимпийские игры 2016 года подводят первый итог эволюции данного вида. Благодаря тому, что элемент "Хейли" с одной жерди увеличен в сложности до группы Е, если перед ним идёт элемент в одну жердь, то гимнасты в обязательном порядке используют эти "новинки". В результате начинается очередной виток развития элементов, связанных с одной жердью. Да этого мы видели данные программы в 1996-2000 годах, но на более низком уровне. Оборот под жердями в стойку на одну жердь также встречается практически в каждой программе топовых спортсменов. Единственная группа элементов, где гимнастике особо не двигается вперёд - элементы из упора на руках. А вот комбинации с сальто над жердями практически исчезают.
К 2021 году сальто над жердями вообще встретить почти нельзя. Комбинации приобрели окончательный "вертушечный" вид. Гимнасты высшего уровня исполняют практически все элементы не ниже группы "Е". Элемент "Макуц" и его усложнение из упора на руках "Цилокидис" очень популярны. Элементы из упора на руках уверенно выходят на уровень двух в программе группы "Е": оберучный в стойку и Диамидовская вертушка (Ричардс). Соскок только двойным сальто вперёд с поворотом на 180.
С 2010 года гимнастика сильно шагает вперёд в плане развития вертушек и особенно элементов через одну жердь, а также соскока. Но гимнастика сильно обеднела в плане полного отсутствия в программе спортсменов сальто над жердями.

## Чемпионы Олимпийских Игр в упражнении на брусьях
- 1952 — Ханс Ойгстер, Швейцария
- 1956 — Виктор Чукарин, СССР
- 1960 — Борис Шахлин, СССР
- 1964 — Юкио Эндо, Япония
- 1968 — Акинори Накаяма, Япония
- 1972 — Савао Като, Япония
- 1976 — Савао Като, Япония
- 1980 — Александр Ткачёв, СССР
- 1984 — Барт Коннер, США
- 1988 — Владимир Артёмов, СССР
- 1992 — Виталий Щербо, СССР
- 1996 — Рустам Шарипов, Украина
- 2000 — Ли Сяопэн, Китай
- 2004 — Валерий Гончаров, Украина
- 2008 — Ли Сяопэн, Китай
- 2012 — Фэн Чжэ, Китай
- 2016 — Олег Верняев, Украина
- 2020- Цзинюань Цзоу, Китай

## Чемпионы мира в упражнении на брусьях
- 1930 — Ёсип Приможич, Югославия
- 1934 — Эуген Макк, Швейцария
- 1938 — Михаэль Ройш, Швейцария
- 1950 — Ханс Ойгстер, Швейцария
- 1954 — Виктор Чукарин, СССР
- 1958 — Борис Шахлин, СССР
- 1962 — Мирослав Церар, Югославия
- 1966 — Сергей Диомидов, СССР
- 1970 — Акинори Накаяма, Япония
- 1974 — Эйдзо Кэммоцу, Япония
- 1978 — Эйдзо Кэммоцу, Япония
- 1979 — Барт Коннер, США
- 1981 — Александр Дитятин, СССР
- 1983 — Владимир Артемьев, СССР
- 1985 — Валентин Могильный, СССР
- 1987 — Владимир Артёмов, СССР
- 1989 — Владимир Артёмов, СССР и Ли Цзин, КНР
- 1991 — Ли Цзин, КНР
- 1993 — Виталий Щербо, Белоруссия
- 1994 — Хуан Липин, Китай
- 1995 — Виталий Щербо, Белоруссия
- 1997 — Чжан Цзиньцзин, Китай
- 1999 — Ли Джухён, Корея
- 2001 — Шон Таудсен, США
- 2002 — Ли Сяопэн, Китай
- 2003 — Ли Сяопэн, Китай
- 2005 — Митья Петковшек, Словения
- 2006 — Ян Вэй, Китай
- 2007 — Митья Петковшек, Словения
- 2009 — Ван Гуаньинь, Китай
- 2010 — Фэн Чжэ, Китай
- 2011 — Дэнелл Лейва, США
- 2013 — Линь Чаопань, Китай и Кохэй Учимура, Япония
- 2014 — Олег Верняев, Украина
- 2015 — Ю Хао, Китай
- 2017 — Цзоу Цзинюань, Китай